# 748
Вижте пояснителната страница за други значения на 748.